# Zielone kadry (I wojna światowa)

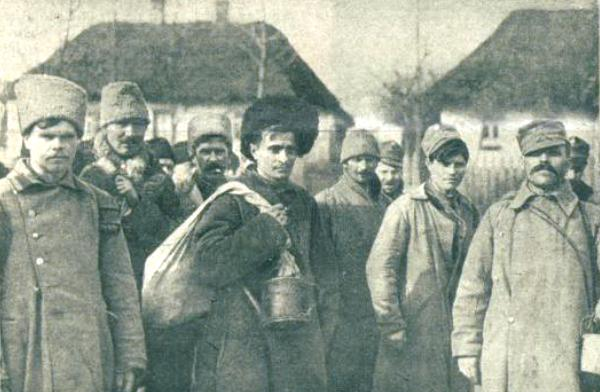
Jeńcy z armii austro-węgierskiej powracający z rosyjskiej niewoli

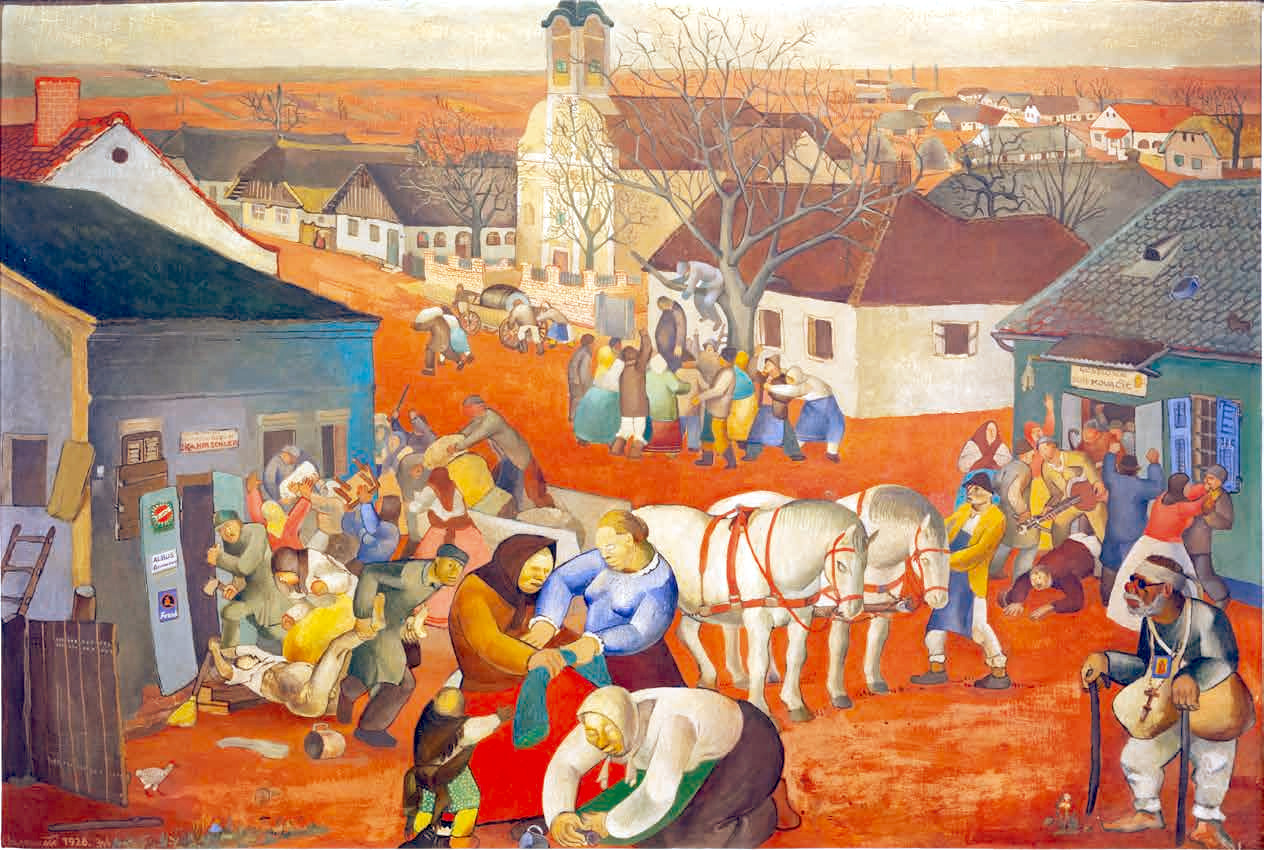
Krsto Hegedušić, Zielone kadry

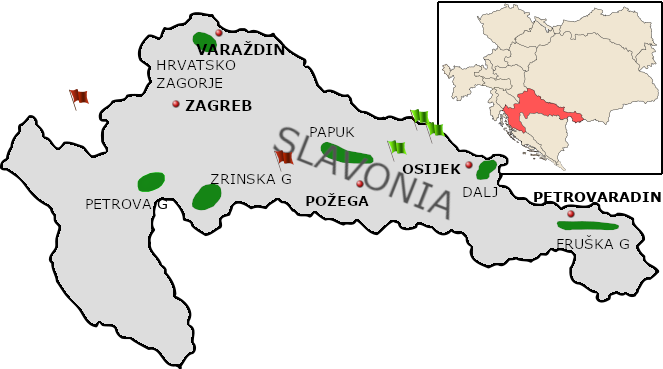
Obszary działalności zielonych kadr na terenie Chorwacji i Slawonii

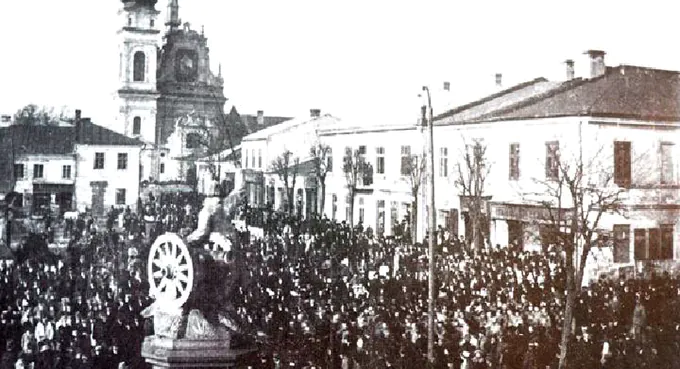
Wiec pod pomnikiem Bartosza Głowackiego w Tarnobrzegu w czasie istnienia Republiki Tarnobrzeskiej

Zielone kadry, zielone brygady– nielegalne zorganizowane grupy paramilitarne składające się z dezerterów, działające u schyłku drugiej dekady XX wieku w Austro-Węgrzech i krajach powstałych w wyniku ich rozpadu.
Nazwa zielone kadry pochodząca od lasów, w których ukrywali się członkowie oddziałów, została spopularyzowana dzięki powieści Zielona Kadra autorstwa Jerzego Kossowskiego.

## Charakterystyka
Zielone kadry uformowały się w okresie stałego upadku morale w armii austro-węgierskiej, wzrostu popularności ruchów narodowowyzwoleńczych, powrotu jeńców z Rosji (świadkowie rewolucji rosyjskich), kryzysu aprowizacyjnego, niedoborów żywności oraz niezadowolenia ludności wiejskiej z powodu rekwizycji i spekulacji w czasie wojny. Bandy składały się z dezerterów, którzy nie wrócili do wojska po okresie urlopu, uciekli z koszar lub szpitali i tym podobnych.
Zielone kadry nie miały określonego profilu politycznego, jednolitego przywództwa, ani ugruntowanej treści ideologicznej. Często przejawiały poglądy nacjonalistyczne, ale także agrarystyczne lub komunizujące. Uczestnikom zielonych kadr przyświecały po części motywy czysto rabunkowe, po części inspirowane akcją rewolucyjną i chęcią przebudowy porządku społecznego opartego na zmniejszeniu władzy urzędników i reformie rolnej. Zielone kadry były uznawane przez chłopów za tak zwanych społecznych bandytów, niczym Robin Hood czy Juraj Janosik. Niektórzy południowosłowiańscy członkowie tych grup swym ubiorem nawiązywali do tradycji hajduków. Miejscowa ludność wiejska w większości była wobec nich przychylnie nastawiona. Nastawienie zielonych kadr, początkowo bardziej pokojowe, zmieniło się wraz z upadkiem Austro-Węgier. Ich ofiarami byli przede wszystkim ci, którzy zdaniem ludności wiejskiej wzbogacili się na wojnie, czyli na przykład urzędnicy monarchii Habsburgów, elity społeczno-ekonomiczne (na przykład folwarki właścicieli wielkich majątków ziemskich czy ziemie kościelne) lub kupcy, którzy zdaniem ludności mieli wzbogacić się na spekulacji w czasie wojny (szczególnie Żydzi). Ruchy narodowowyzwoleńcze (na przykład Maffia założona przez Edvarda Beneša i Tomáša Masaryka) próbowały uzyskać poparcie zielonych kadr, jednak ich wysiłki zakończyły się fiaskiem.
Jednym z najsłynniejszych przywódców zielonych kadr był Jovo Stanisavljević Čaruga.
Szacuje się, że we wrześniu 1918 roku na terenie Chorwacji i Słowenii zielone kadry liczyły około 50 000 członków, w Galicji od 10 000 do 20 000, w południowych Morawach około 5 000 i na Słowacji około 4 000. Ponadto grupy w mniej licznym składzie aktywne były w Styrii, Bośni, Transylwanii i na północ od Balatonu.
Od 1919 roku, w związku z przeprowadzanymi pacyfikacjami terenów objętych działalnością zielonych kadr, wstępowaniem ich członków do wojsk państw powstałych w wyniku rozpadu Austro-Węgier, jak i wewnętrznych kłótni w całym ruchu, oddziały te zaczęły zanikać.

## W Polsce
W Polsce zielone kadry w nocy z 10 na 11 czerwca 1918 roku w Grodzisku Dolnym przed posterunkiem żandarmerii domagały się uwolnienia pojmanych towarzyszy i zabiły dowódcę posterunku. W sierpniu tego samego roku zielone kadry rabowały pociągi w okolicach Rzeszowa i regularnie ścierały się z patrolami wojskowymi. Jesienią 1918 roku kilka tysięcy członków kadr ukrywało się na terenie Puszczy Sandomierskiej. Latem 1920 roku głównym skupiskiem kadr stały się powiat biłgorajski i Janów Lubelski, gdzie przebywało kilka tysięcy zbiegów z armii i poborowych – niektórzy byli dezerterami jeszcze z wojska austro-węgierskiego, ale większość zbiegła z Wojska Polskiego. Dezerterzy de facto sprawowali wówczas władzę na terenie części Puszczy Solskiej i Lasów Janowskich, a ich główną kwaterą była Kocudza. Schyłek zielonych kadr na terenie Polski wiążę się z przełomem w wojnie polsko-bolszewickiej i wewnętrznym umocnieniem struktur państwa.
Zielone kadry stanowiły główną siłę militarną Republiki Tarnobrzeskiej.
O działalności tego typu oddziałów tak pisał w swoich wspomnieniach Wincenty Witos: „Utrzymywanie zupełnego porządku i spokoju było rzeczą trudna niezmiernie, prawie niewykonalną. Za dużo było krzywd i nagle zrodzonej w skutek tego nienawiści. Chłopi i robotnicy mieli głębokie żale do urzędów, dworów, żandarmerii, Żydów. Bardzo wielu ludziom było niezmiernie trudno nagiąć się do nowych form życia i zmienionych warunków. Dzika demobilizacja dostarczyła masę rozhukanego i zdemoralizowanego elementu, który albo się nie liczył z niczem, albo też nie rozumiał powagi chwili i nie chciał uznać obowiązków na niego spadających. Podniecony przez różnych agitatorów stawał się niezwykle niebezpieczny. 
W niektórych powiatach grasowały silne "zielone brygady", które się potworzyły jeszcze za rządów austriackich, ze zbiegłych z wojska żołnierzy. Ukrywali się oni całymi miesiącami po domach, stodołach, lasach, urządzając rabunkowe wyprawy. Najczęściej ich ofiarą padali wioskowi Żydzi”.
Według Witosa Żydzi zostali wśród ludu uznani za występujących w ścisłym porozumieniu z władzami niemieckimi i austriackimi przeciw Polakom. Żydzi byli oskarżani o odpowiedzialność za powojenną nedzę, donoszenie i szpiegowanie, bogacenie się na dostawach wojskowych, lepsze traktowanie i uchylanie się od służby wojskowej. To wpłynęło na szczególnie negatywny stosunek zielonych brygad w stousnku do nich.